# 狄恩·奈奎斯特
狄恩·A·奈奎斯特（英語：Dean A. Nyquist，1935年1月24日—2014年1月1日）是美國律師和政治人物。
奈奎斯特出生于美国威斯康辛州布魯爾。于北達科塔州立大學获得电子工程学士学位，并获得威廉·米切爾法學院的法学学位。奈奎斯特居住在明尼苏达州的布鲁克林中心，并担任了十三年市长。1967至1972年间，曾任明尼苏达州参议员。